# Zwarte zeetarbot
Scophthalmus maeoticus is een straalvinnige vissensoort uit de familie van de tarbotachtigen (Scophthalmidae). De wetenschappelijke naam van de soort is voor het eerst geldig gepubliceerd in 1814 door Pallas.